# Parliament Acts

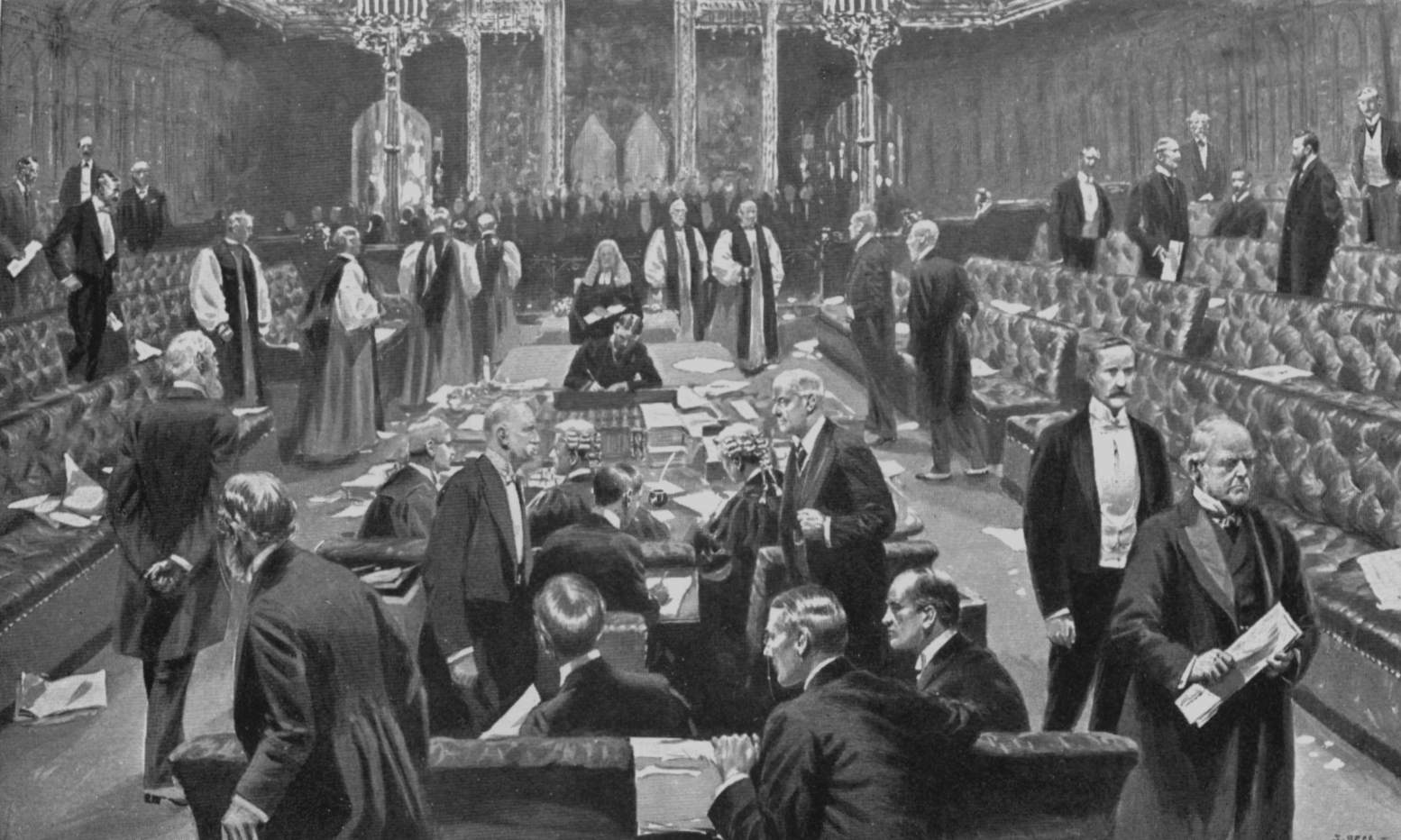
L'adoption du Parliament Act 1911, d'après le dessin de S. Begg

Les Parliament Acts sont deux lois du Parlement du Royaume-Uni, votées en 1911 et 1949, qui font partie de la Constitution du Royaume-Uni. 
Le Parliament Act 1911 (1 & 2 Geo. 5. c. 13) a affirmé la primauté de la Chambre des communes en limitant le pouvoir de blocage de la Chambre des lords (le « veto suspensif »). Dans la mesure où les conditions d'application de la loi sont remplies, la législation peut être adoptée sans l'approbation de la Chambre des lords. De plus, la loi de 1911 a amendé le Septennial Act pour réduire le temps maximum entre deux élections générales de sept à cinq ans. Cette loi a été modifiée par le Parliament Act 1949 (12, 13 & 14 Geo. 6. c. 103), qui a limité le pouvoir des Lords en réduisant la durée pendant laquelle ils peuvent retarder l'examen des Bills (projets de loi) de deux à un an.
Les Parliament Acts ont été utilisés pour adopter des lois contre les souhaits de la Chambre des lords en seulement sept occasions depuis 1911, en incluant l'adoption du Parliament Act 1949. Des constitutionnalistes ont remis en question la validité de la loi de 1949, doutes portés devant les juridictions britanniques quand des membres du Countryside Alliance ont discuté de la validité du Hunting Act 2004, qui avait été adoptée en vertu du Parliament Act 1949. En octobre 2005, la Chambre des lords, en tant que Cour suprême du Royaume-Uni, a débouté la demande de l'Alliance, avec une participation inhabituelle de 9 Law Lords, jugeant que la loi de 1949 était valide.

## Parliament Actde 1911

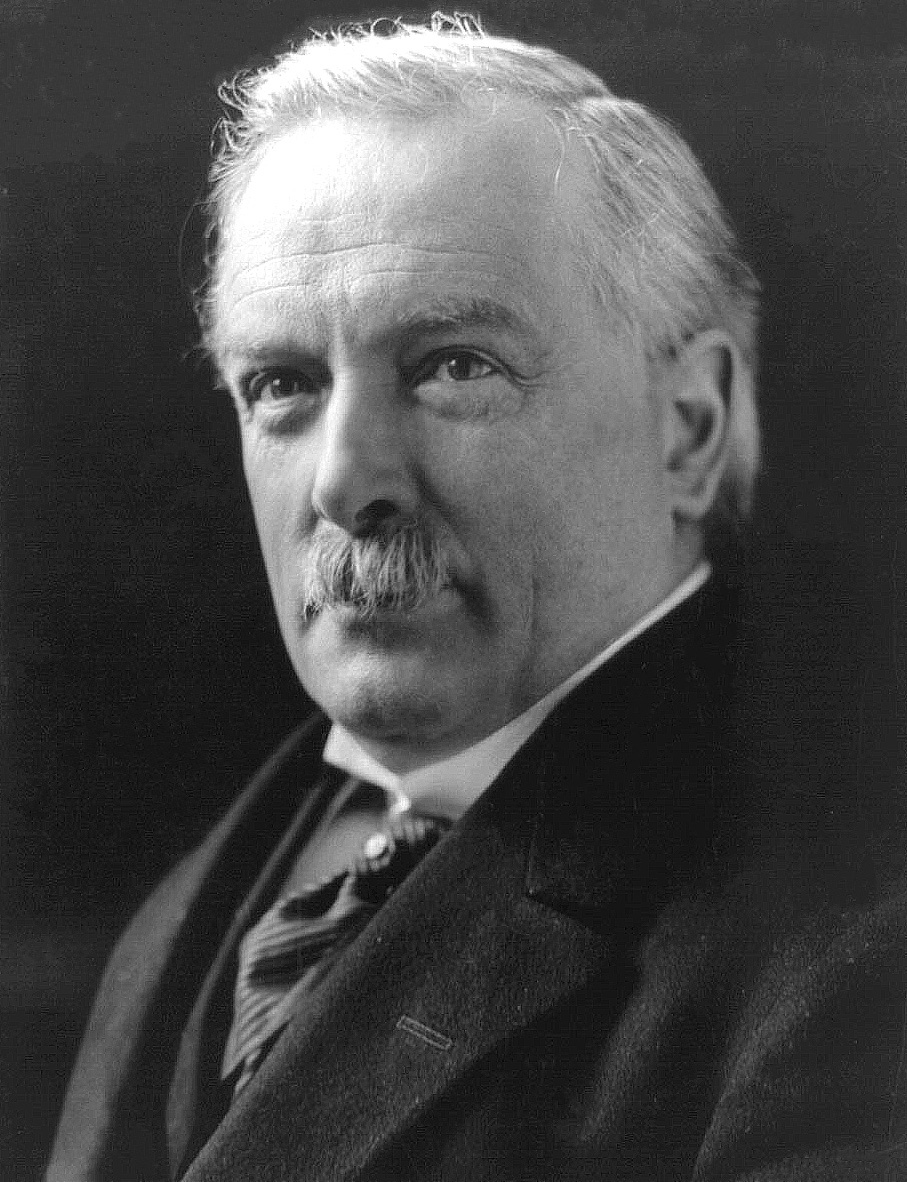
David Lloyd George

Pour financer la course aux armements et les dépenses sociales précédant la Première Guerre mondiale, le Chancelier de l'Échiquier libéral David Lloyd George a en 1909 voulu faire voter une loi fiscale, le People's Budget, établissant un impôt frappant lourdement les grandes fortunes et le capital, et ainsi favorable aux classes laborieuses, sorte de préfiguration de l'impôt sur le revenu.

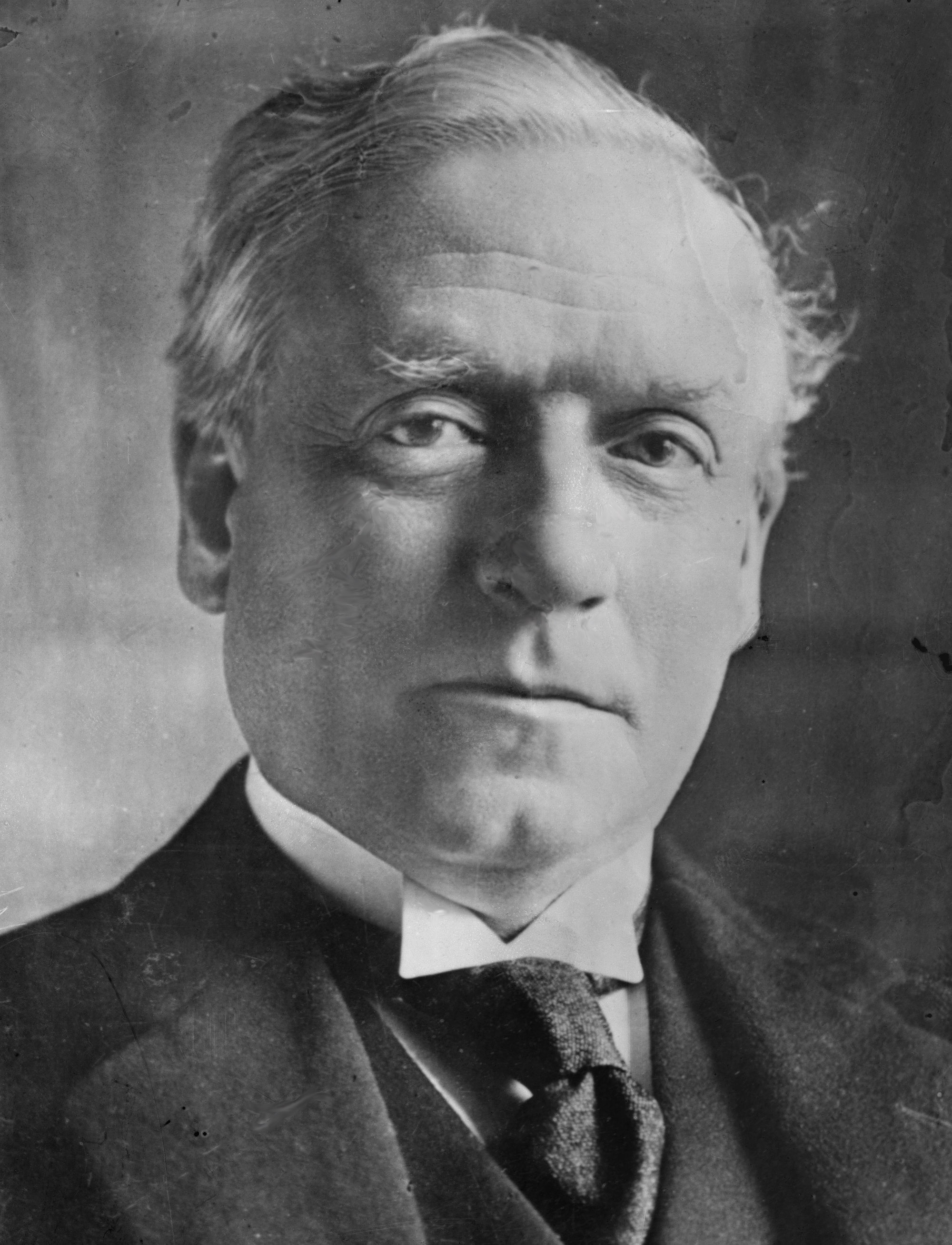
Herbert Henry Asquith

Mais ce budget Lloyd George a entraîné une grave crise institutionnelle et constitutionnelle ayant pour cause la trop forte puissance de la Chambre des lords, la chambre Haute, face à la Chambre des communes, la chambre basse. La Chambre des lords, conservatrice, a en effet rejeté le texte et dissous la Chambre des communes mais le Parti libéral, réobtenant la majorité en 1910, voulut refaire passer la loi fiscale. Herbert Henry Asquith voulait que les pouvoirs de la Chambre des lords soient sévèrement réduits mais les négociations furent interrompues à la mort du roi Édouard VII pour reprendre au plus vite sous le règne du nouveau monarque, George V.
En décembre 1910, la loi était quasiment adoptée. Le Premier ministre, allié au roi, menaça de diluer le pouvoir de la Chambre des lords en créant 500 nouveaux postes de Lords favorables aux idées du Parti libéral si les Lords refusaient l'adoption de la loi (la même menace avait été utilisée auparavant pour forcer la Chambre des lords à accepter le Reform Act de 1832). 
Le Parliament Act entra donc en vigueur en 1911, détruisant ainsi l'égalité législative qui régnait entre les deux Chambres. Il fut seulement accordé à la Chambre des lords de conserver le pouvoir de retarder l'adoption des lois (pour un maximum de trois sessions parlementaires ou de deux années calendaires). 
L'édit prévoit en outre un mandat de cinq ans maximum pour les députés, modifiant l'Acte de 1715 qui prévoyait sept années, la non-possibilité pour la Chambre haute de contester le budget et les projets de loi de finances (money bills). À compter de l'adoption de ces lois, la Chambre des communes reste la branche dominante du Parlement, en théorie comme en pratique.

## Parliament Actde 1949
Il fut jugé que le veto de deux ans pouvait gêner le gouvernement pendant les deux dernières années de la législature d'où un nouveau Parliament Act en 1949 qui réduisit le veto à une durée de treize mois (et le texte doit être revoté deux fois au cours de la même session) et instaurant en outre une utilisation peu fréquente du veto suspensif, surtout à l'égard des textes concernant l'évolution et les valeurs de la société.
La Parliament Act possède une valeur forte dans l'esprit politique britannique, au point qu'en 2007, le Premier ministre travailliste Tony Blair a émis l'idée d'utiliser un Parliament Act pour abolir la chasse au renard.